# Turbinaria radicalis
Turbinaria radicalis är en korallart som beskrevs av Bernard 1896. Turbinaria radicalis ingår i släktet Turbinaria och familjen Dendrophylliidae. IUCN kategoriserar arten globalt som nära hotad. Inga underarter finns listade i Catalogue of Life.